# Ladislav Kamarád
Ladislav Kamarád (* 21. července 1963 v Praze) je český horolezec a profesionální krajinářský fotograf. Vystoupil na dvě osmitisícovky, jako fotograf je držitelem titulu Master QEP.

## Horolezectví
- 1994: Čo Oju (8 201 m n. m.) se Zdeňkem Hrubým a Stanislavem Šilhánem
- 1997: Gašerbrum II (8 035 m n. m.), deset Čechů na vrcholu

## Fotografie

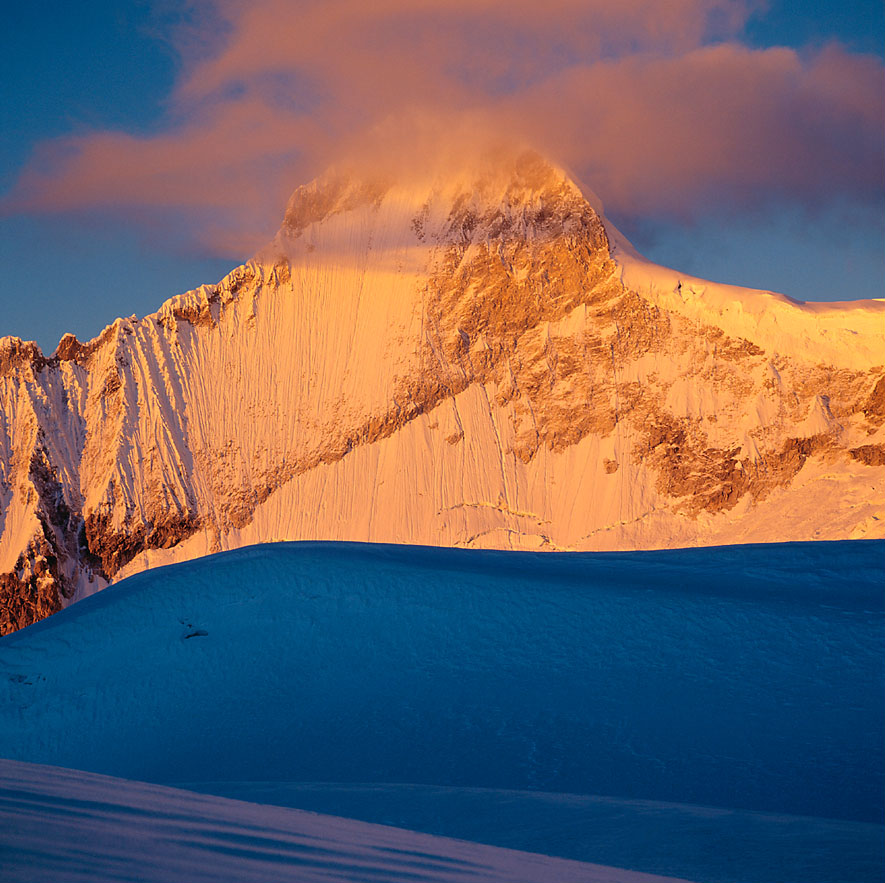
Huandoy v pohoří Cordillera Blanca v peruánských Andách, fotografie Ladislava Kamaráda

- člen Asociace profesionálních fotografů České republiky
- 1998: vítěz Czech Press Photo v kategorii příroda a životní prostředí[4]
- 2004: držitel titulu QEP
- 2005: první držitel titulu Master QEP
- vydává velkoformátové kalendáře s fotografiemi z horského prostředí